# Stigmacros froggatti
Stigmacros froggatti är en myrart som först beskrevs av Auguste-Henri Forel 1902.  Stigmacros froggatti ingår i släktet Stigmacros och familjen myror. Inga underarter finns listade i Catalogue of Life.